# Physostomen

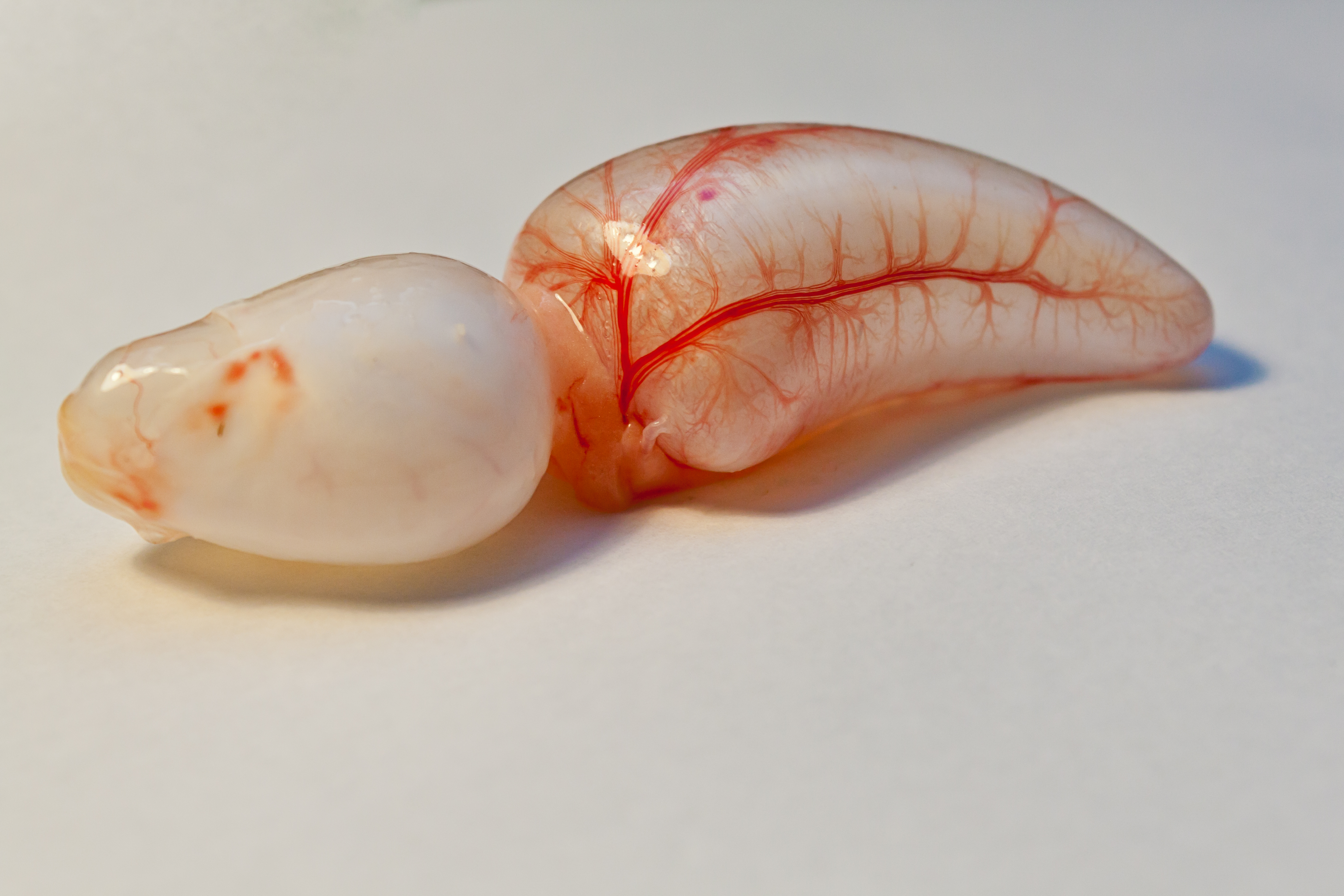
Schwimmblase von Abramis brama, als Cyprinide Mitglied der Physostomen

Physostomen (zu griechisch physa ‚Blase‘ und stoma ‚Mund‘) ist die Bezeichnung für eine Gruppe von Knochenfischen.
Bei diesen ist die Schwimmblase mit dem Darm verbunden, also der embryonal angelegte Verbindungsgang zwischen Darm und Schwimmblase (Ductus pneumaticus) im ausgewachsenen (adulten) Zustand noch immer vorhanden (im Gegensatz zu den Physoclisten). Er kann durch Muskulatur geöffnet und verschlossen und dadurch der Füllungsgrad reguliert werden. Gefüllt wird die Schwimmblase durch Schlucken von Luft, daneben wird Gas wie bei den Physoclisten über eine Gasdrüse sezerniert oder über Kapillaren resorbiert.
Zu den Physostomen gehören beispielsweise der Hecht, Lachsfische, Coregonen und Karpfenartige. Überwiegend handelt es sich um Süßwasser bewohnende Arten.
Bei verschiedenen Physostomen, zum Beispiel Tarpunen (Megalops), Schmetterlingsfisch (Pantodon), Afrikanischer Knochenzüngler (Heterotis), Hundsfischen (Umbra) kann die Schwimmblase respiratorisches Epithel enthalten und nicht nur hydrostatisch als Schwimmorgan, sondern auch zum Gasaustausch verwendet werden. Sie wird dann auch als Lunge bezeichnet.